# Eremberto di Tolosa
Eremberto di Tolosa (Poissy, VII secolo – Saint-Wandrille-Rançon, 674) è stato un vescovo e monaco cristiano franco, venerato come santo dalla Chiesa cattolica.

## Biografia
Dapprima monaco a Fontenelle in Neustria, fu nominato vescovo di Tolosa nel 657 da Clotario III. Si dimise nel 668 a causa di gravi problemi di salute, ritirandosi a Fontenelle. Successivamente alla sua morte anche suo fratello Camargo e i suoi due figli seguirono le sue orme entrando nel convento di Fontenelle, dopo aver donato tutti i propri possedimenti alla Chiesa.

## Culto
La festa liturgica di sant'Eremberto si celebra il 14 maggio.
Dal Martirologio Romano: "Nel monastero di Fontenelle nel territorio della Neustria, in Francia, sant'Eremberto, già vescovo di Tolosa, che visse seguendo la regola monastica".